# Библиографија Агате Кристи
Агата Кристи (Торки, 15. септембар 1890 – 12. јануар 1976) била је енглеска списатељица и драматург, један од најпродаванијих аутора свих времена и најпознатији писац детективског жанра. У својој каријери која је трајала преко педесет година, Кристи је написала 66 романа у жанру мистерије и 14 колекција кратких прича и креирала неке од најпознатијих фиктивних ликова као што су детективи Херкул Поаро и госпођица Марпл.
Агатина каријера започета је романом "Тајанствени догађај у Стајлсу" којег је Кристи написала у јеку Првог светског рата. У почетку, Кристи је имала потешкоћа са објављивањем овог романа, два издавача су одбила ову књигу пре него што је трећи, Џон Лејн, прихватио овај роман и објавио га у Сједињеним Америчким Државама у октобру 1920. године. 
Поред романа у жанру мистерије, Агата Кристи написала је две аутобиографије, пар књига поезије и шест романа у жанру романсе под псеудонимом Мери Вестмакот.
Агата Кристи је преминула у јануару 1976. године. Њен последњи објављени роман "Уснуло убиство" објављен је постхумно у октобру те године.

## Романи
| Наслов                        | Оригинални наслов               | Година издавања         | Издавач               | Серијал                   |
| ----------------------------- | ------------------------------- | ----------------------- | --------------------- | ------------------------- |
| Тајанствени догађај у Стајлсу | The Mysterious Affair at Styles | 1920. (САД), 1921. (УК) | Џон Лејн (САД)        | Случајеви Херкула Поароа  |
| Тајни непријатељи             | The Secret Adversary            | 1922.                   | The Bodley Head       | Томи и Тјупенс            |
| Убиство на терену за голф     | The Murder on the Links         | 1923.                   | The Bodley Head       | Случајеви Херкула Поароа  |
| Човек у смеђем оделу          | The Man in the Brown Suit       | 1924.                   | The Bodley Head       | Поручник Рајс             |
| Тајна замка Чимниз            | The Secret of the Chimneys      | 1925.                   | The Bodley Head       | Наздорник Бетл            |
| Убиство Роџера Акројда        | The Murder of Roger Ackroyd     | 1926.                   | William Collins, Sons | Случајеви Херкула Поароа  |
| Велика четворка               | The Big Four                    | 1927.                   | William Collins, Sons | Случајеви Херкула Поароа  |
| Мистерија Плавог воза         | The Mystery of the Blue Train   | 1928.                   | William Collins, Sons | Случајеви Херкула Поароа  |
| Загонетка седам бројчаника    | The Seven Dials Mystery         | 1929.                   | William Collins, Sons | Надзорник Бетл            |
| Убиство у викаријату          | Murder in the Vicariage         | 1930.                   | William Collins, Sons | Случајеви госпођице Марпл |
| The Floating Admiral          | The Floating Admiral            | 1931.                   | Doubleday             |                           |
| Ситафордска загонетка         | The Sittaford Mystery           | 1931.                   | William Collins, Sons |                           |
| Опасност у Енд Хаусу          | Peril at End House              | 1932.                   | William Collins, Sons | Случајеви Херкула Поароа  |
| Лорд Еџвер умире              | Lord Edgware Dies               | 1933.                   | William Collins, Sons | Случајеви Херкула Поароа  |
| Убиство у Оријент експресу    | Murder on the Orient Express    | 1934.                   | William Collins, Sons | Случајеви Херкула Поароа  |
| Трагедија у три чина          | Three Act Tragedy               | 1935.                   | William Collins, Sons | Случајеви Херкула Поароа  |
| Зашто нису питали Еванса?     | Why Didn't They Ask Evans?      | 1935.                   | William Collins, Sons |                           |
| Смрт у облацима               | Death in the Clouds             | 1935.                   | William Collins, Sons | Случајеви Херкула Поароа  |
| Убиства по абецеди            | The A.B.C. Murders              | 1936.                   | William Collins, Sons | Случајеви Херкула Поароа  |
| Убиство у Месопотамији        | Murder in Mesopotamia           | 1936.                   | William Collins, Sons | Случајеви Херкула Поароа  |
| Карте на столу                | Cards on the Table              | 1936.                   | William Collins, Sons | Случајеви Херкула Поароа  |
| Смрт на Нилу                  | Death on the Nile               | 1937.                   | William Collins, Sons | Случајеви Херкула Поароа  |

### Романи под псеудонимом Мери Вестмакот
| Наслов             | Оригинални наслов         | Година издавања | Издавач           |
| ------------------ | ------------------------- | --------------- | ----------------- |
| Дивов хлеб         | Giant's Bread             | 1930.           | Doubleday         |
| Недовршени портрет | Unfinished Portrait       | 1934.           | Doubleday         |
| Одсутна у пролеће  | Absent in the Spring      | 1944.           | Farrar & Reinhart |
| Ружа и тиса        | The Rose and the Yew Tree | 1947.           | Rinehart & Co.    |
| Ћерка је ћерка     | A Daughter's a Daughter   | 1952.           | Dell Publishing   |
| Бреме              | The Burden                | 1956.           | Dell Publishing   |

## Колекције кратких прича
| Наслов                    | Оригинални наслов                      | Година издавања | Издавач               | Серијал                   | Број кратких прича |
| ------------------------- | -------------------------------------- | --------------- | --------------------- | ------------------------- | ------------------ |
| Поаро истражује           | Poirot Investigates                    | 1924.           | Џон Лејн (САД)        | Случајеви Херкула Поароа  | 11                 |
| Ортаци у злочину          | Partners in Crime                      | 1929.           | William Collins, Sons | Томи и Тјупенс            | 15                 |
| Тајанствени господин Квин | The Mysterious Mister Quinn            | 1930.           | William Collins, Sons | Господин Харли Квин       | 12                 |
| Тринаест проблема         | Thirteen Problems                      | 1932.           | William Collins, Sons | Случајеви госпођице Марпл | 13                 |
| Пас смрти и друге приче   | The Hound of Death (And Other Stories) | 1933.           | Odhams Press          |                           | 12                 |
| Паркер Пајн истражује     | Parker Pyne Investigates               | 1934.           | William Collins, Sons | Случајеви Паркера Пајна   | 12                 |
| Мистерија Листердејл      | The Listerdale Mystery                 | 1934.           | William Collins, Sons |                           | 12                 |